# ژارکو واراییچ
ژارکو واراییچ (سیریلیک صربی: Жарко Варајић؛ ۲۶ دسامبر ۱۹۵۱ – ۲۳ ژوئن ۲۰۱۹) بازیکن بسکتبال اهل یوگسلاوی بود.
وی در مسابقات کشوری و بین‌المللی در مجموع برندهٔ ۱ مدال طلا، ۱ مدال نقره، ۱ مدال برنز شده‌است.